# Delmira Agustini
Delmira Agustini, född 24 oktober 1886 i Montevideo i Uruguay, död 6 juli 1914, var en uruguayansk författare och poet.
Agustini skrev en för sin tid uppseendeväckande frispråkig erotisk poesi med ett förfinat bildspråk av stor skönhet. Bland hennes verk märks debutsamlingen El libro blanco ("Den vita boken", 1907), och den postumt utgivna El rosarío de Eros ("Eros radband", 1924).

## Hennes död
Agustini gifte sig i augusti 1913 med Enrique Job Reyes. Äktenskapet varade bara några veckor innan hon flyttade från honom. Hon begärde skilsmässa, vilket beviljades 5 juni 1914. Dagen efter, 6 juni, kom Reyes på besök hemma hos henne och sköt ihjäl henne med två skott i huvudet innan han tog sitt eget liv.